# Jamagucsi Tosihiro
Jamagucsi Tosihiro (Kumamoto, 1971. november 19. –) japán válogatott labdarúgó.
A japán válogatott tagjaként részt vett az 1995-ös konföderációs kupán.

## Statisztika
| Japán válogatott | Japán válogatott | Japán válogatott |
| Időszak          | Mérk.            | gól              |
| ---------------- | ---------------- | ---------------- |
| 1994             | 2                | 0                |
| 1995             | 2                | 0                |
| Összesen         | 4                | 0                |